# Пій XII
Пій XII (італ. Pio XII світське ім'я — Еудженіо Марія Джузеппе Джованні Пачеллі (італ. Eugenio Maria Giuseppe Giovanni Pacelli італійська вимова: [euˈdʒɛːnjo maˈriːa dʒuˈzɛppe dʒoˈvanni paˈtʃɛlli]; 2 березня 1876, Рим — 9 жовтня 1958) — Папа Римський (2 березня 1939 — 9 жовтня 1958). Очолював Римо-католицьку церкву під час Другої світової війни.
1 листопада 1950 року в апостольській конституції «Munificentissimus Deus» проголосив догмат про Внебовзяття (тілесне вознесіння на небо) Діви Марії.

## Нунцій, кардинал, державний секретар
Пачеллі походив зі шляхетної родини, був онуком засновника ватиканської газети «L'Osservatore Romano» Маркантоніо Пачеллі, племінником фінансового радника Лева XIII Ернесто Пачеллі й сином начальника ватиканських юристів Філіпо Пачеллі. Мати, Віргінія з дому Граціозі. По закінченню гімназії і ліцею ім. Енніо Кьюріно Вісконті в Римі в 1894 році вступив до Духовної Семінарії в Collegio Capranica. Опісля студіював ще в Папській Семінарії св. Аполінарія. У квітні 1899 року став священником.
З 1901 року служив у ватиканському Державному секретаріаті Святого Престолу. У 1901 році його покликали до уряду при Конгрегації надзвичайних церковних справ (лат. Congregatio pro negotiis ecclesiasticis extraordinariis). Як доктор богослов'я і обох прав був номінований професором у Папській семінарії св. Аполінарія, одначе кардинал П'етро Гаспаррі, тодішній Секретар Конгрегації надзвичайних церковних справ, наполягав, щоби Пачеллі полишив кафедру у Папській семінарії, а присвятився повністю поботі в Конгрегації. Тут спочатку обіймав посаду урядового мінутанта (референта справ), згодом став заступником Секретаря. Рівночасно, через довший час, був професором у Папській церковній академії (лат. Pontificia Ecclesiastica Academia), призначенній для тих, які готуються до дипломатичної служби Ватикану.
У 1911 році взяв участь, як член-радник папського посольства, у коронації англійського короля Георга V в Лондоні. За певний час по тому Папа Пій X номінував Пачеллі Секретарем Конгрегації надзвичайних церковних справ у Ватикані. Папа Бенедикт XV, цінуючи його великі якості, затримав його на цій посаді до 1917 року, коли він номінував його Апостольським нунцієм в Монахові, в Баварії. З кардиналом Гаспаррі співпрацював над кодифікацією церковного права, на новій посаді працював над конкордатом з Баварією, заключеним у 1924 році. У 1917–1920 роках — папський нунцій у Баварії, у червні 1920–1929 роках — у Німеччині, у Берліні. За його сприяння заключено тоді (1929 р.) новий конкордат з Пруссією. З 16 грудня 1929 року — кардинал. Покинув Німеччину після 12-річного перебування.
За сприяння кардинала П'етро Гаспаррі номінований Секретарем Стану, і від тоді 9 років працював найближчим співробітником Папи Пія XI. Тоді став також Префектом Конгрегації надзвичайних церковних справ, Президентом Папської комісії для Апостольської столиці та Архипресвітером Ватиканського Собору св. Петра, обіймаючи найвищі церковні гідности.
У листі кардиналу П'єтро Гаспаррі від 14 листопада 1923 року Пачеллі написав, що націонал-соціалістичний рух є антикатолицьким й несе в собі антисемітизм. У 1930–1939 роках — Державний секретар Ватикану. Як папський легат, кардинал Пачеллі поїхав до Буенос-Айреса в Аргентині, на Евхаристійний конгрес у 1934 році, а за рік опісля до Люрду. У 1936 році здійснив приватну поїздку до Північної Америки, в 1937 році — до Лізє і Парижа, в тому ж році поїхав знову папським легатом на Евхаристійний конгрес до Будапешту. 3 червня 1933 року в документі «лат. Dilectissima nobis» Пачеллі підкреслив космополітизм у зовнішній політиці, проте у серпні відносно нацистської політики написав британському представництву при Святому Престолі про страти євреїв і про царство терору, яке отримав цілий народ. У 1930–1940-х роках Пачеллі уклав конкордати з Латвією, Баварією, Польщею, Румунією, Литвою, Пруссією, Баденом, Австрією, Німеччиною, Югославією та Португалією, а також здійснив низку дипломатичних візитів, в тому числі до США 1936 року, а в березні 1942 року установив дипломатичні відносини з Японією.

## Папа
Став першим Папою, обраним з державних секретарів, після Климента IX у 1667 році.
У першій промові св. Отець, Папа Пій XII, відповідно до свого девізу «Opus iustitiae pax», покликав людство до миру, заснованого на справедливості, милосерді і порядку. У цій бесіді зазначив Папа виразно, що дорогі Його серцю є теж християни незєдинені, за яких він молиться безнастанно. У справі церковного поєднання теперішний Папа вестиме політику своїх великих попередників, Льва XII, Бенедикта XV і Пія XI, хоч сам науково небагато міг працювати, то одначе все любив і високо цінив науку.

У 1949 році наклав анафему на комуністичних лідерів Чехословаччини.
Під час свого понтифікату Пій XII канонізував 34 особи, в тому числі Пія X, беатифікував — 41.
У 1946 році Конгрегація священної канцелярії, очолювана Пієм XII, опублікувала декрет зі засудженням комуністичної ідеології як ідеології тоталітаризму. У час святкування 350-річчя Берестейської унії 1596 року видав енцикліку з протестом проти переслідувань УГКЦ у СРСР. Пій XII цікавився долею вояків дивізії «Галичина», врятував їх від примусової репатріації до Радянського Союзу. За Пія XII було створено Українську греко-католицьку митрополію в Канаді — Вінніпезька (1956, митрополит Максим Германюк) і у США — Філадельфійська (1958, митрополит Констянтин Богочевський) та у Великій Британії (1957), Австралії (1958) — екзархати.
Помер 9 жовтня 1958 року від серцевого нападу.

## Історичне значення понтифікату
Зробив значний внесок у розвиток католицького соціального вчення. Із закінченням понтифікату Пія XII завершилась так звана «Доба Піїв».

## Оцінки
Пія XII називали «Папою Марії» — за його величезну прихильність Матері Божій, яка проявилася в проголошеному ним догматі щодо її Успіння і Внебовзяття.

## Булли та енцикліки
Основні енцикліки:
- «Mystici corporis», 29 червня 1943 — про церкву як єдине містичне тіло Христове;
- «Communium interpretes doloraum», 15 квітня 1945 — про заклик до молитви за мир;
- «Fulgens Radiatur», 21 березня 1947 — про святого Бенедикта;
- «Mediator Dei», 20 листопада 1947 — про літургію;
- «Auspicia quaedam», 1 травня 1948 — про молитви за мир і вирішення палестинського конфлікту;
- «In multiplicibus curis», 24 жовтня 1948 — про молитви за мир у Палестині;
- «Redemptoris nostri cruciatus», 15 квітня 1949 — про місця паломництва в Палестині;
- «Anni sacri», 12 березня 1950 — про програму протидії атеїстичній пропаганді в світі;
- «Humani generis», 12 серпня 1950 — про деякі аспекти католицької доктрини;
- «Ingruentium malorum», 15 вересня 1951 — про розарії;
- «Fulgens corona», 8 вересня 1953 — про оголошення сторічного ювілею догмату про Непорочне зачаття роком Марії;
- «Ad caeli Reginam», 11 жовтня 1954 — про оголошення небесного царювання Марії;
- «Datis Nuperrime», 5 листопада 1956 — про засудження трагічних подій в Угорщині та застосування сили.

## Беатифікаційний процес

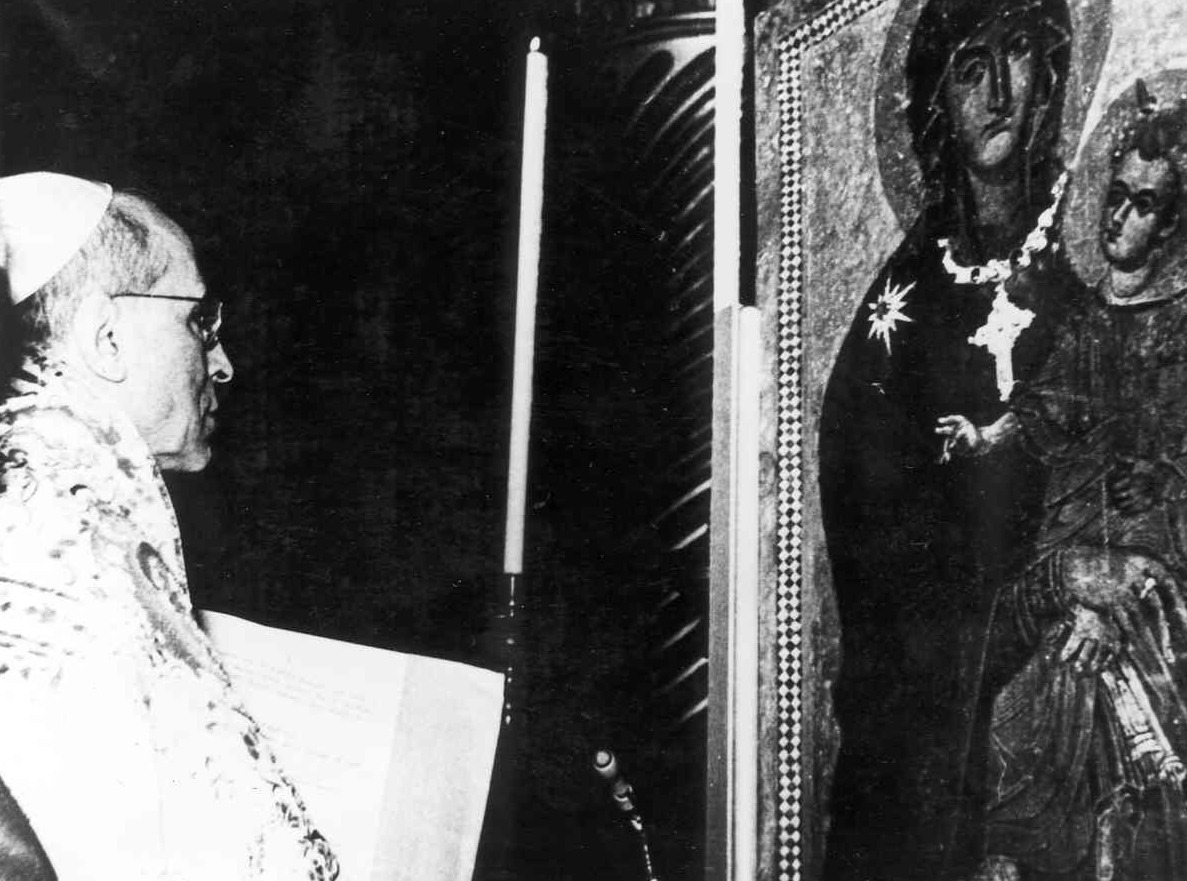
Пій XII коронує ікону Salus Populi Romani

8 травня 2007 року Конгрегація в справах святих прийняла «Досьє героїчних чеснот» Пія XII. 19 грудня 2009 року папа Бенедикт XVI ухвалив досьє та надав Пію XII титулування «Преподобний» (лат. venerabilis). За цим мав іти розгляд чудес, які сталися за молитвами до покійного папи й доручення його до блаженних — тобто, власне беатифікація.

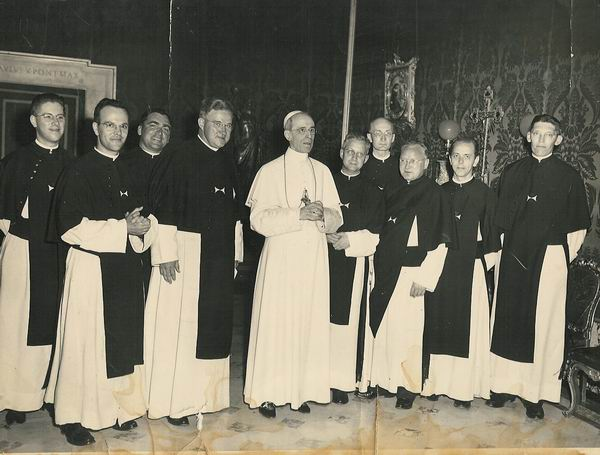

19 жовтня 2008 року Ватикан офіційно підтвердив намір канонізувати папу римського Пія XII, незважаючи на опір з боку Ізраїлю.
Деякі ізраїльські організації звинувачують Пія XII в тому, що він не висловлювався проти геноциду євреїв за часів Другої світової війни.
У національному меморіалі голокосту «Яд ва-Шем» виставлено фото Пія XII, підпис до якого каже:

| Папа, обраний 1939 року, відклав убік послання проти антисемітизму та расизму, підготоване його попередником. Навіть коли доповіді про винищення євреїв сягнули Ватикану, він не протестував проти цього письмово чи усно. 1942 року він не долучився до засудження союзниками у зв'язку з убивством євреїв. Пій XII не втрутився, коли євреїв було депортовано з Рима в Освенцим. |
Раніше отець Петер Гумпель (Peter Gumpel), який очолював комісію з канонізації Пія XII, заявляв, що текст підпису до фото фальсифікує історію. На його думку, допоки це фото не буде прибрано з музею, папа римський Бенедикт XVI не зможе здійснити візит на Святу землю.
Однак, офіційний Ватикан відсторонився від цих висловлювань, заявивши, що підпис до фото не може впливати на рішення Бенедикта XVI відвідати Єрусалим. Представник міністра закордонних справ Ізраїлю також підтвердив, що запрошення папи римського на Святу землю є чинним.
Ватикан наполягає на тому, що папа Пій XII докладав усіх зусиль, щоб урятувати якомога більше євреїв під час війни, однак використав для цього засоби дипломатії, оскільки більш відкрите втручання лідера католиків могло тільки погіршити ситуацію.
Також Ватикан нагадує, що Пій XII віддав розпорядження католицьким церквам надавати притулок євреям, а представники Ватикану в інших країнах допомогли багатьом євреям уникнути концтаборів, видавши їм фальшиві паспорти. На месі, присвяченій 50-річчю з дня смерті суперечливого понтифіка, Бенедикт XVI заявив, що папа Пій XII «потай і тихо» робив усе можливе під час війни, щоб уникнути гіршого та врятувати життя якомога більшій кількості євреїв.
У травні 2009 року папа Бенедикт XVI відвідав меморіальний комплекс «Яд ва-Шем», щоб вшанувати пам'ять жертв Голокосту, але до самого музею не пішов. Раніше повідомлялось, що понтифік відмовився відвідати музей на знак протесту проти критики дій папи Пія XII.

## Нагороди
- Кавалер Вищого ордена Святого Благовіщення
- Кавалер Великого хреста ордена Святих Маврикія та Лазаря

## У мистецтві
- Папа Гітлера — книга Джона Корнвелла
- Червоне та чорне — фільм 1983 року, в якому роль Пія XII виконав сер Джон Гілгуд